# Shooting Stars (serie de televisión)
Shooting Stars (en hangul, 별똥별; romanización revisada, Byeolddongbyeol), es una serie de televisión surcoreana transmitida desde el 22 de abril de 2022 a través de tvN en Corea del Sur.

## Sinopsis
La serie trata sobre la historia de amor entre la estrella Gong Tae-sung y Oh Han-byul, la líder del equipo de relaciones públicas de Star Force Entertainment, una agencia de representación.

## Reparto

### Principal
- Lee Sung-kyung como Oh Han-byul, la responsable del departamento de relaciones públicas de Star Force Entertainment. Una persona con una extraordinaria elocuencia y excelente capacidad de respuesta ante crisis. Está a cargo de varios departamentos, como relaciones públicas, respuesta a crisis y comunicación, y domina la industria.[7][8]
- Kim Young-dae como Gong Tae-sung, es un actor estrella de primer nivel que firmó con la compañía donde trabaja Han-byul. Es amado por el público por su brillante sonrisa y una imagen educada, sin embargo en realidad esconde una personalidad inesperada y tiene mal genio cuando está lejos del público.[9][10][11][12]
  - Moon Seong-hyun como Tae-sung de niño.
- Yoon Jong-hoon como Kang Yoon-sung, es un representante artístico con una buena apariencia y buenos modales, por lo que en ocasiones es confundido con una celebridad.[13]
- Kim Yoon-hye como Park Ho-young, es una ex jugadora de taekwondo que se convirtió en una representante.
- Lee Jung-shin como Do Soo-hyuk, es un abogado corporativo y el consultor de la agencia Star Force Entertainment.[14]
- Park So-jin como Cho Ki-bbeum, es la amiga cercana de Han-byul y una reportera de entretenimiento.[15]

### Recurrentes

#### Star Force Entertainment
- Ha Do-kwon como Choi Ji-hoon, el director de Star Force Entertainment.[16]
- Jin Ho-eun como Byun Jung-yeol, un joven gerente de Star Force Entertainment. Protege y trata con respeto a Tae-sung. Aunque siente orgullo de trabajar con él, en ocasiones lucha por cumplir con sus exigencias.
- Lee Han-ik como Kang Min-kyoo, el nuevo manager de Tae-sung, quien siempre tiene una sonrisa brillante e ingeniosa.
- Shin Hyun-seung como Yoon Jae-hyun, un joven aprendiz de Star Force Entertainment que sueña con convertirse en actor.
- Kwon Han-sol como Hong Bo-in, la miembro más joven del equipo de relaciones públicas de Star Force Entertainment. Tiene un encanto extraño y no sabe a dónde van sus pensamientos.[17]
- Yoon Sang-jung como Chae Eun-soo, una joven miembro del equipo de promoción de Star Force Entertainment.[18][19]
- Im Sung-kyoon como Lee Yoon-woo, un actor de Star Force Entertainment que ha sido amigo cercano de Tae-sung desde que eran aprendices.
- Jang Do-ha como Jang Seok-woo, un actor de Star Force Entertainment. Es un alborotador que causa muchos rumores de citas.[20]
- Jang Hee-ryung como Baek Da-hye, una actriz de Star Force Entertainment.

#### DS Actors
- Kim Dae-gon como Han Dae-soo, el representante de la agencia DS Actors y gerente en Star Force Entertainment.
- Lee Si-woo como Jin Yoo-na, una actriz novata sin humildad.[21]

### Otros personajes
- Lee Seung-hyup como Kang Si-deok, es un actor novato en la compañía.[22]
- Yoo Geon-woo como Park Han-seok, el director.[23]
- So Hee-jung como Kwon Myung-hee, es la encargada del cuidado del hogar de Tae-sung, tiene una personalidad cálida y amistosa.[24]
- Huh Kyoo como Yoo Gwi-nong, el dueño de "Organic Bar" donde Han-byul, Ho-young y Ki-bbeum van. Es un hombre de buen corazón que escucha las preocupaciones de las tres amigas.
- Koo Ja-geon como un pasajero del autobús (Ep. 1).
- Lee Ha-young como una pasajera del autobús (Ep. 1).
- Kim Si-woo como el hijo del anunciante (Ep. 1).
- Byun Yoon-jung como la madre de Da-hye (Ep. 1).
- Seo Myung-chan como un actor (Ep. 2).
- Choi Moon-kyung como una reportera (Ep. 2).
- Jang Joon-hyun como un reportero (Ep. 2).
- Park Jin-young como una antigua empleada del equipo de relaciones públicas de Starforce (Ep. 2).
- Bae So-eun como una antigua empleada del equipo de relaciones públicas de Starforce (Ep. 2).
- Kim Jung-ho como Yang Young-ki.

### Apariciones especiales
- Park Jung-min como Park Joh-eun, la cita a ciegas de Han-byul (Ep. 1).[25]
- Seo Yi-sook como una actriz irritada de Star Force Entertainment (Ep. 1).[26]
- Yoon Byung-hee como el secretario del Grupo de Voluntarios en el Extranjero (Ep. 1-2).
- Kim Seul-gi como Happy, una celebridad burbujeante y enérgica (Ep. 2).
- Choi Ji-woo como Eun Si-woo, es una legendaria actriz de la lista A que fue una de las estrellas más grandes de la década de 1990, cuando robó los corazones de toda la nación. Es reconocida por sus habilidades de actuación y fue la primera actriz asiática en ganar el premio a la Mejor Actriz en un prestigioso festival de cine francés.[27][28]
- Song Ji-hyo como Song Ji-hee.
- Lee Ki-woo como Ahn Joon-ho.
- Kang Ki-doong como Dong Joon.
- Oh Eui-shik como Min-ho, un reportero del departamento de entretenimiento.
- Chae Jong-hyup como Ham Yoo-jin.
- Lee Sang-woo como Han Seung-il.
- Moon Ga-young como Yeo Ha-jin.
- Kim Dong-wook como Lee Jung-hoon.
- Um Ki-joon como Yoon Jang-seok.[29]
- Bong Tae-kyoo como Song Woo-joo.

## Episodios
La serie está conformada por dieciséis episodios y fue estrenada el 22 de abril de 2022. Transmite sus episodios todos los viernes y sábados a las 22:40 en el huso horario de Corea (KST).

### Índice de audiencias
| Episodio | Fecha de emisión    | Participación promedio de audiencia (Nielsen Korea) | Participación promedio de audiencia (Nielsen Korea) |
| Episodio | Fecha de emisión    | Nacional                                            | Seúl                                                |
| -------- | ------------------- | --------------------------------------------------- | --------------------------------------------------- |
| 1        | 22 de abril de 2022 | 1.632% (3.ª)                                        | 1.676% (3.ª)                                        |
| 2        | 23 de abril de 2022 | 1.792% (7.ª)                                        | 1.886% (6.ª)                                        |
| 3        | 29 de abril de 2022 |                                                     |                                                     |
| 4        | 30 de abril de 2022 |                                                     |                                                     |
| 5        | 6 de mayo de 2022   |                                                     |                                                     |
| 6        | 7 de mayo de 2022   |                                                     |                                                     |
| 7        | 13 de mayo de 2022  |                                                     |                                                     |
| 8        | 14 de mayo de 2022  |                                                     |                                                     |
| 9        | 20 de mayo de 2022  |                                                     |                                                     |
| 10       | 21 de mayo de 2022  |                                                     |                                                     |
| 11       | 27 de mayo de 2022  |                                                     |                                                     |
| 12       | 28 de mayo de 2022  |                                                     |                                                     |
| 13       | 3 de junio de 2022  |                                                     |                                                     |
| 14       | 4 de junio de 2022  |                                                     |                                                     |
| 15       | 10 de junio de 2022 |                                                     |                                                     |
| 16       | 11 de junio de 2022 |                                                     |                                                     |
| Promedio | Promedio            | —                                                   | —                                                   |

## Banda sonora
El OST de la serie está conformado por las siguientes canciones:

### Parte 1
| No. | Intérprete   | Canción                | Letra                                               | Música                                  | Duración |
| --- | ------------ | ---------------------- | --------------------------------------------------- | --------------------------------------- | -------- |
| 1   | Nam Woo-hyun | "Shooting Star"        | Kim Beom-joo, Kim Si-hyuk y Nam Ki-moon (de A.muse) | Kim Beom-joo, Kim Si-hyuk y Nam Ki-moon | 3:27     |
| 2   |              | Shooting Star" (Inst.) | -                                                   | Kim Beom-joo, Kim Si-hyuk y Nam Ki-moon | 3:27     |

## Producción
La dirección estuvo a cargo de Lee Soo-hyun y el guion fue escrito pot Choi Young-woo (최영우). Mientras que la serie contará con el apoyo de las compañías de producción Studio Dragon y Mays Entertainmen
El 3 de marzo de 2022 se publicaron fotos de la lectura oficial del guion.
La serie también estará disponible para transmisión en iQiYi.
El 11 de marzo de 2022, se confirmó que el actor Ha Do-kwon había dado positivo para COVID-19 en la tarde del día 10, por lo que las filmaciones de la serie habían sido cancelados temporalmente.
La conferencia de prensa en línea fue realizada el 20 de abril de 2022.

### Recepción
El 26 de abril de 2022, Good Data Corporation compartió su nueva clasificación de los dramas y miembros del elenco que generaron más revuelo durante la semana. Las listas se compilaron a partir del análisis de artículos de noticias, publicaciones de blogs, comunidades en línea, videos y publicaciones en redes sociales sobre los dramas que están actualmente al aire o que saldrán al aire próximamente. La serie obtuvo el puesto número 5 en la lista de dramas, más comentados de la semana. Mientras que la actriz Lee Sung-kyung ocupó el puesto número 10 dentro de los diez miembros del elenco más comentados de la semana.